# Nomi (Ishikawa)
Nomi (輪島市 -shi) é uma cidade japonesa localizada na província de Ishikawa.
Em 2007 a cidade tinha uma população estimada em 47 980 habitantes e uma densidade populacional de 572,2 h/km². Tem uma área total de 83,85 km².
Recebeu o estatuto de cidade a 1 de Fevereiro de 2005.